# 3. Sinfonie (Copland)

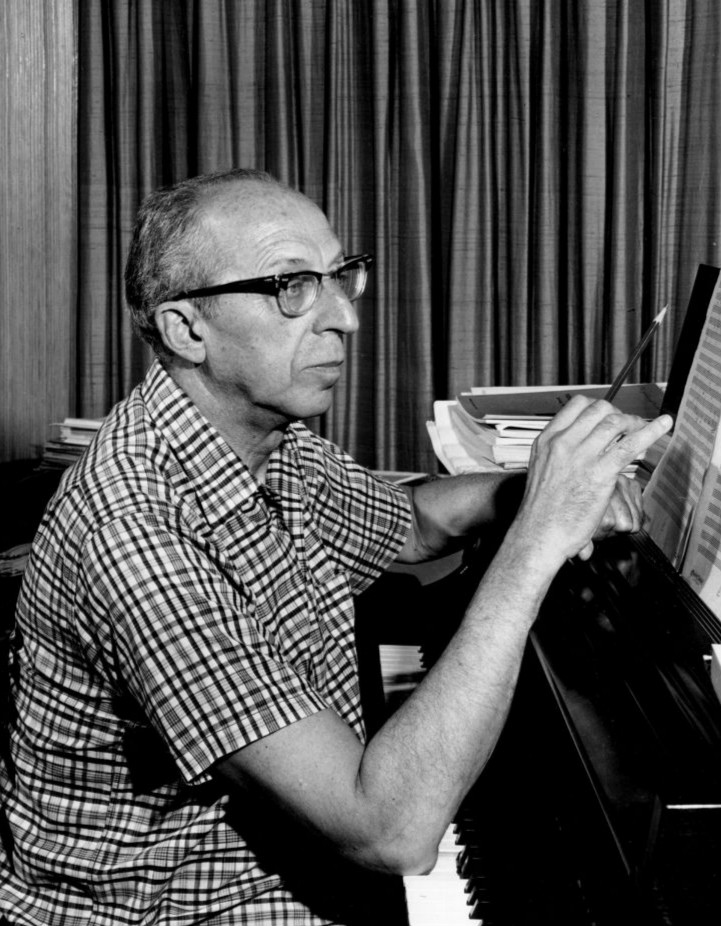
Aaron Copland, 1962

Die 3. Sinfonie des US-amerikanischen Komponisten Aaron Copland (1900–1990) wurde 1946 in Boston uraufgeführt.

## Entstehung, Uraufführung und Rezeption
Aaron Copland hatte sich in den 1930er- und 1940er-Jahren in erster Linie mit Musik für Bühne, Film und Rundfunk befasst. In dieser Zeit machte er sich einen Namen mit Orchesterwerken bzw. Balletten wie El Salón México (1936), Billy the Kid (1938), Rodeo (1942) und Appalachian Spring (1944). Im März 1944 nahm er einen Auftrag der Koussevitzky Foundation zur Komposition seiner 3. Sinfonie an und begann im Sommer 1944 im mexikanischen Tepotzlan mit der Arbeit. Dabei griff er auch auf thematisches Material zurück, das ab 1940 entstanden war, unter anderem für ein nicht realisiertes Klavierkonzert. Substanzielles Element wurde auch die 1942 komponierte Fanfare for the Common Man, deren Verarbeitung den 4. Satz der Sinfonie prägt.
Vollendet wurde die 3. Sinfonie im September 1946 in Massachusetts nahe Tanglewood, wenige Wochen vor der Uraufführung am 18. Oktober 1946 mit dem Boston Symphony Orchestra in der Boston Symphony Hall unter Leitung von Sergei Kussewizki. Die europäische Erstaufführung folgte am 25. Mai 1947 in Prag durch die Tschechische Philharmonie mit dem Dirigenten Leonard Bernstein.
Coplands 3. Sinfonie wurde bei ihrer Uraufführung als „landmark in American music“ gefeiert und mit mehreren Preisen ausgezeichnet, darunter dem New York Music Critics’ Circle Award. Leonard Bernstein, der als wichtigster Interpret des von ihm zweimal eingespielten Werks gilt (1966, 1986), äußerte: „The symphony has become an American monument, like the Washington Monument or the Lincoln Memorial“ („Die Sinfonie ist zu einem amerikanischen Monument geworden, ähnlich dem Washington Monument oder dem Lincoln Memorial“). Dem Uraufführungsdirigenten Kussewizki galt Coplands 3. Sinfonie als „the greatest American symphony ever written“ („die großartigste amerikanische Sinfonie, die jemals geschrieben wurde“).
Allerdings empfanden manche Freunde und Kritiker das Finale als zu überladen. Nach der Uraufführung empfahl Kussewizki Kürzungen, auf die sich Copland zögernd einließ. Bernstein sah nach seinen ersten Aufführungen ebenfalls Kürzungsbedarf und nahm eine Streichung von 10 der 19 Schlusstakte der Sinfonie vor, die Copland nachträglich sanktionierte. 1966 erschien bei Boosey & Hawkes eine Revision des Erstdruckes von 1947, die neben diesen Kürzungen weitere Korrekturen umfasst.
Die gängigen Einspielungen verwenden in aller Regel die Fassung mit gekürztem Finale. Eine 2017 erschienene Aufnahme unter Leonard Slatkin greift hingegen auf die ursprüngliche, ungekürzte Version zurück.

## Besetzung, Spieldauer und Charakterisierung
Die Partitur verlangt folgende Besetzung: 3 Flöten, Piccoloflöte, 2 Oboen, Englischhorn, 2 Klarinetten, Es-Klarinette, Bassklarinette, 2 Fagotte, Kontrafagott, 4 Hörner, 4 Trompeten, 3 Posaune, Tuba, Pauken, Schlagwerk (Große Trommel, Tamtam, Becken, Xylophon, Glockenspiel, Tenortrommel, Holzblock, Kleine Trommel, Triangel, Klapper, Ratsche, Amboss, Claves, Röhrenglocken), 2 Harfen, Celesta, Klavier und Streicher.
Die Spieldauer der 3. Sinfonie von Aaron Copland liegt bei etwa 40 Minuten. Sie ist damit Coplands umfangreichstes Orchesterwerk. Die Sinfonie umfasst 4 Sätze, wobei dritter und vierter unmittelbar ineinander übergehen.
1. Molto moderato – with simple expression
2. Allegro molto
3. Andantino quasi allegretto
4. Molto deliberato

Copland, ab den 1920er-Jahren insbesondere als Komponist von sinfonischem Jazz und Verarbeiter amerikanischer Folklore bekannt geworden, verzichtet in seiner Sinfonie auf absichtliche Bezüge dieser Art, wenngleich sie auch ohne direkte thematische Zitate dennoch zuweilen durchklingen.
Der ausdrucksvolle 1. Satz beginnt und schließt in E-Dur. Formal folgt er nicht der Sonatensatzform, sondern einer Bogenstruktur mit bewegterem Mittelteil und einem Schlussabschnitt, der in erweiterter Form die Einleitung rekapituliert. Diese exponiert nacheinander drei Themen: Das erste in den Streichern, das zweite in Bratschen und Oboen, das dritte in Posaunen und Hörnern. Erstes und drittes Thema werden im 4. Satz wieder aufgegriffen.
Der 2. Satz orientiert sich am typischen Scherzo mit erstem Teil, Trio und abgewandelter Wiederholung des ersten Teils (A–B–A‘). Auf eine Einleitung der Blechbläser folgt ein dreimal wiederholtes Thema, erklingend zunächst in den Hörnern und Bratschen mit Fortspinnung in den Klarinetten, dann in den Streichern und zuletzt im tiefen Blech, unterbrochen jeweils durch andere Episoden. Das Trio, in dem zunächst Soloholzbläser dominieren, gefolgt von den Streichern, schließt direkt an. Der Schlussteil, in dem das erste Thema zunächst vom Klavier aufgegriffen wird, ist eine Abwandlung des ersten Teils, in dem auch das lyrische Trio-Thema wieder erscheint.
Der 3., überwiegend lyrische Satz ist eine freie Form, in der sich nach einem unabhängigen Eröffnungsteil (die 1. Violinen intonieren eine rhythmisch abgewandelte Variante des 3. Themas aus dem 1. Satz) die folgenden Abschnitte jeweils auseinander fortlaufend entwickeln, ähnlich einer Variationenfolge.
Der attacca folgende 4. Satz ist an die Sonatensatzform angelehnt. Die einleitende Fanfare (s. vorstehendes Notenbeispiel) basiert auf der Fanfare for the Common Man, die Copland 1942 im Auftrag von Eugene Goossens komponiert hatte. Zunächst im pianissimo der Flöten und Klarinetten intoniert, treten anschließend Blech und Schlagzeug hinzu. Es folgen zwei Themen, das erste in bewegten Sechzehnteln; das zweite mit eher sanglichem Charakter ist mitten in die Durchführung eingebettet, die mit einem dissonanten Tutti-Akkord jäh endet. In der Reprise werden erstes Thema und Fanfarenthema verwoben, zudem wird das Eröffnungsthema des 1. Satzes zitiert. Gegen Ende erscheint auch wieder das zweite, sangliche Thema, bevor die Sinfonie mit Wiederaufnahme der Eröffnungsphrase in vollem Orchesterklang schließt.